# Greece (New York)
Die Town of Greece ist eine US-amerikanische Kleinstadt (Town) im Monroe County des Bundesstaats New York. Das U.S. Census Bureau hat bei der Volkszählung 2020 eine Einwohnerzahl von 96.926 ermittelt.

## Geografie
Greece liegt im nördlichen Teil des Countys und grenzt im Osten an die Stadt Rochester, im Süden an die Stadt Gates, im Westen an die Städte Parma und Ogden und im Norden an den Ontariosee. Die Stadt ist ein angrenzender Vorort von Rochester. Das Gebiet, das als Charlotte bekannt ist und an der östlichen Grenze liegt, war früher Teil der Stadt, bis es 1916 von der Stadt Rochester annektiert wurde.

## Geschichte
Die Stadt Greece wurde 1822 aus einem Teil der Stadt Gates gegründet und hieß vorher Northampton. Der Name Griechenland (Greece) wurde wegen des zeitgenössischen Kampfes Griechenlands um die Unabhängigkeit vom Osmanischen Reich gewählt.

## Demografie
Nach einer Schätzung von 2019 leben in Greece 95.499 Menschen. Die Bevölkerung teilt sich 2019 auf in 84,6 % Weiße, 8,0 % Afroamerikaner, 0,2 % amerikanische Ureinwohner, 2,8 % Asiaten und 3,2 % mit zwei oder mehr Ethnizitäten. Hispanics oder Latinos aller Ethnien machten 6,1 % der Bevölkerung von Greece aus. Das mittlere Haushaltseinkommen lag bei 63.113 US-Dollar und die Armutsquote bei 9,0 %.
| Bevölkerungsentwicklung Bei den Daten handelt es sich um Volkszählungsergebnisse. | Bevölkerungsentwicklung Bei den Daten handelt es sich um Volkszählungsergebnisse. | Bevölkerungsentwicklung Bei den Daten handelt es sich um Volkszählungsergebnisse. | Bevölkerungsentwicklung Bei den Daten handelt es sich um Volkszählungsergebnisse. | Bevölkerungsentwicklung Bei den Daten handelt es sich um Volkszählungsergebnisse. | Bevölkerungsentwicklung Bei den Daten handelt es sich um Volkszählungsergebnisse. | Bevölkerungsentwicklung Bei den Daten handelt es sich um Volkszählungsergebnisse. | Bevölkerungsentwicklung Bei den Daten handelt es sich um Volkszählungsergebnisse. | Bevölkerungsentwicklung Bei den Daten handelt es sich um Volkszählungsergebnisse. | Bevölkerungsentwicklung Bei den Daten handelt es sich um Volkszählungsergebnisse. | Bevölkerungsentwicklung Bei den Daten handelt es sich um Volkszählungsergebnisse. | Bevölkerungsentwicklung Bei den Daten handelt es sich um Volkszählungsergebnisse. | Bevölkerungsentwicklung Bei den Daten handelt es sich um Volkszählungsergebnisse. | Bevölkerungsentwicklung Bei den Daten handelt es sich um Volkszählungsergebnisse. | Bevölkerungsentwicklung Bei den Daten handelt es sich um Volkszählungsergebnisse. | Bevölkerungsentwicklung Bei den Daten handelt es sich um Volkszählungsergebnisse. |
| --------------------------------------------------------------------------------- | --------------------------------------------------------------------------------- | --------------------------------------------------------------------------------- | --------------------------------------------------------------------------------- | --------------------------------------------------------------------------------- | --------------------------------------------------------------------------------- | --------------------------------------------------------------------------------- | --------------------------------------------------------------------------------- | --------------------------------------------------------------------------------- | --------------------------------------------------------------------------------- | --------------------------------------------------------------------------------- | --------------------------------------------------------------------------------- | --------------------------------------------------------------------------------- | --------------------------------------------------------------------------------- | --------------------------------------------------------------------------------- | --------------------------------------------------------------------------------- |
| Jahr                                                                              | 1870                                                                              | 1880                                                                              | 1890                                                                              | 1900                                                                              | 1910                                                                              | 1920                                                                              | 1930                                                                              | 1940                                                                              | 1950                                                                              | 1960                                                                              | 1970                                                                              | 1980                                                                              | 1990                                                                              | 2000                                                                              | 2010                                                                              |
| Einwohner                                                                         | 4.314                                                                             | 4.848                                                                             | 5.145                                                                             | 5.579                                                                             | 7.777                                                                             | 3.350                                                                             | 12.113                                                                            | 14.925                                                                            | 25.508                                                                            | 48.670                                                                            | 75.136                                                                            | 81.367                                                                            | 90.106                                                                            | 94.141                                                                            | 96.095                                                                            |